# 西西里民族主義

西西里獨立運動旗幟

西西里民族主義是指義大利西西里島地區的民族主義運動，西西里民族主義者主張西西里應該擁有更多自治權甚至從義大利獨立，同時保護西西里的遺產、傳統、文化、語言。西西里民族主義者包括了政治光譜上的左中右各派人士。